# جنين - جنين (فلم)
جنين، جنين هو فيلم وثائقي قام بإخراجه محمد بكري عام 2002 من أجل تصوير الحقيقة حول ما حدث في معركة جنين التي تمت بين الجيش الإسرائيلي والمقاتلين الفلسطينيين خلال عملية الدرع الواقي عام 2002، وطرح مسألة حدوث مجزرة في مخيم جنين. تم عرض الفيلم في عروض محدودة في إسرائيل ثم تم تقديمه إلى لجنة مراقبة الأفلام الإسرائيلية من أجل الحصول على ترخيص للعرض التجاري لكن اللجنة رفضت الطلب بدعوى كون الفيلم تظهر وجهة النظر الفلسطينية فقط مما يشوه الحقيقة وبأن الفيلم يكاد يكون تحريضا ضد حق إسرائيل في الوجود. لكن محكمة العدل العليا ألغت قرار اللجنة وسمحت بعرض الفيلم.
قام خمسة جنود إسرائيليين برفع دعوى على محمد بكري بتهمة التشهير لكن المحكمة ردت الدعوى، لكن الجنود استأنفوا على القرار. وفي عام 2021 حظرت المحكمة الإسرائيلية المركزية في اللد عرض الفيلم بإسرائيل وقررت حذف روابطه في الإنترنت ومصادرة جميع نسخه.

## الدعوى القضائية
قام خمسة ضباط وجنود من جيش الاحتلال الاسرائيلي برفع دعوى قضائية على محمد بكري عام 2002 ضد فيلم “جنين-جنين" بتهمة تشويه سمعتهم، على الرغم من أنّه لم يتم ذكر اسمائهم بالفيلم، لذلك قدّم محمد بكري استئنافًا للمحكمة العليا الإسرائيلية ضد قرار المحكمة المركزية في اللد التي قرّرت أن يتمّ حظر عرض فيلم «جنين جنين» في إسرائيل، فقد حذفت حينها روابط الفيلم من شبكات وقنوات التواصل و"يوتيوب"، وتمّت أيضًا مصادرة جميع النُسخ التي توثّق أحداث مجزرة مخيم جنين التي نفذها جيش الاحتلال خلال العملية العسكرية "الجدار الواقي" في نيسان/أبريل 2002 وقد قالت القاضية في المحكمة ان محمد بكري لم يقدم أي إثبات أو تقرير من منظمات حقوق الانسان في الاراضي المحتلة يدعم ادعاءاته.
قرّرت محكمة اللد فرض غرامة على محمد بكري الذي قام بإخراج الفيلم مقدارها 70 ألف دولار لمقدمي الدّعوى وذلك مقابل تكاليف محامي الدفاع، المحاكم والغرامة المالية، وقد تمّ إطلاق حملة لدعم محمد بكري ماديًّا ومعنويًّا مما أدّى إلى تحوّل «جنين جنين» إلى قضيّة رأي عام في إسرائيل والأراضي الفلسطينية المحتلة عام 1967، تعرّض بكري والفيلم لملاحقة قضائيّة، ومنع من العرض على مدار 19 عاما رغم تكرار الدّعوى عدة مرات بقي الحكم ثابتًا وهو حظر عرض  الفيلم.

## التّحدّيات أثناء التّصوير
واجه المخرج الفلسطينيّ محمّد بكري صعوبات كبيرة أثناء تصوير فيلم "جَنين جِنين"، بسببِ الظّروف الأمنيّة المعقّدة الّتي فرضتها القوّات الإسرائيليّة على مخيّم جنين. كان الحصار العسكريّ يعيق حركة الفريق، بالإضافة إلى رفض السّلطات الإسرائيليّة السّماح له بالدّخول في بعض الأحيان، كما كان من الصّعب على فريق العمل تسجيل شهادات حيّة عن مذبحة أو عمليّات عسكريّة، بينما كانت الحياة اليوميّة في مخيّم جنين في خطر مستمرّ.
للتّغلّب على هذه التّحدّيات، اعتمد بكري على شهادات السّكان المحليّين الّذين عاشوا الاجتياح الإسرائيليّ للمخيّم عام 2002، ونجح في توثيق قصصهم رغم المخاطر الّتي تعرّض لها.

## ردود الفعل الدّوليّة
أثار الفيلم ردود فِعل دوليّة متباينة. فقد واجه الفيلم حملة تشويه واسعة من قبل الحكومة الإسرائيليّة الّتي حاولت منعه من العرض في العديد من الدّول، واصفة إياه بـ المحرّض والمشوّه للحقيقة. بالمقابل، حصل الفيلم على دعم من منظّمات حقوق الإنسان الدّوليّة الّتي اعتبرت الفيلم وثيقة مهمّة تسلّط الضّوء على الانتهاكات الإسرائيليّة في مخيّم جنين.
عُرِض الفيلم في العديد من المهرجانات السّينمائيّة العالميّة، وحظي بتقدير واسع من النّقّاد الّذين اعتبروا أنّه يعكس واقعًا مأساويًّا ويُعدّ أداة قويّة للذّاكرة الجماعيّة. على الرّغم من محاولات منع عرضه في بعض القنوات والمهرجانات، تمّ تقديمه في مناسبات عديدة لتسليط الضّوء على معاناة الفلسطينيّين .
النّقاد الدّوليّون رأوا في "جَنين جِنين" عملًا إنسانيًّا مميّـزًا، حيث يعكس الفيلم حياة الفلسطينيّين المتأثّرين بالصّراع، بعيدًا عن التّغطية الإعلاميّة التّقليديّة. ساهمت هذه العروض في نشر الوعي الدّوليّ بما جرى في مخيّم جنين.

## التّأثير على مسيرة محمّد بكري
بعد إصدار الفيلم، تعرّض محمّد بكري لضغوط قانونيّة ومهنيّة. وتقدّم عدد من الجنودِ الإسرائيليّين بدعاوى قضائيّة ضدّه، متّهمين إيّاه بتشويه سمعتهم والإساءة إلى الجيش الإسرائيليّ.
هذه الملاحقات القانونيّة تسبّبت في تقييد مشاركته الفنّيّة في بعض الفعّاليّات، خاصّة داخل إسرائيل، وأثّرت على فرص عمله كممثّل ومخرج. رغم ذلك، استمرّ بكري في الدّفاع عن فيلمه، معتبرًا أنّه وثيقة تاريخيّة. ورغم الهجمات المتكرّرة، يصرّ محمد بكري على أنّ أفلامه ليست أفعال بطولة، بل هي واجب أخلاقيّ للدّفاع عن الحقيقة الفلسطينيّة ضدّ روايات تحاول محوها وهذه الحملة امتداد لحملة أُعلنت في النّاصرة،  في العاشر من كانون الثّاني 2022، وستستمرّ حتّى موعد جلسة محكمة العدل الّتي ستنظر في استئناف قدّمه البكريّ على الحكم السّابق بحقه في الثّلاثين من كانون الثّاني الحاليّ.
انطلقت حملة تضامن من أجل الفنّان محمّد بكري بعد محاكمته بسبب فيلمه "جَنين جِنين" والّتي كانت تحت شعار "لن نترك الحصان وحيدًا". وحقّقت نجاحًا واضحًا حيث نظّمت مؤتمرًا صحافيًّا في النّاصرة بمشاركة شخصيّات ثقافيّة وسياسيّة لتأكيد الدّعم لبكري ضدّ ما يعتبرونه محاكمة جائرة. الحملة تسعى للضّغط من أجل انتزاع حقّه بعد تغريمه ومنع عرض الفيلم، وتشدّد على أهمّيّة حماية حرّيّة الإبداع في وجه الملاحقات السّياسيّة. كما دعا المتحدّثون إلى التّظاهر أمام المحكمة العليا الإسرائيليّة دعمًا لبكري.

## التّغطية الإعلاميّة للفيلم
- حظي فيلم "جَنين جِنين" بتغطية واسعة من وسائل إعلام دوليّة مثل BBC وفرانس 24، الّتي ركّزت على الجانب الحقوقيّ والإنسانيّ للفيلم.

- تناولت التّقارير الإعلاميّة شهادات السّكان الّذين ظهروا في الفيلم، وسلّطت الضّوء على ممارسات الاحتلال الّتي عرضها بكري من وجهة نظر مدنيّة بعيدة عن الدّعاية السّياسيّة.[14]

## وصلات خارجية
- مقالات تستعمل روابط فنية بلا صلة مع ويكي بيانات

1. ↑  Shuman, Ellis (26 فبراير 2003). "Culture: IDF reservists file libel suit against director of banned "Jenin, Jenin" film". Israelinsider. مؤرشف من الأصل في 2007-05-13. اطلع عليه بتاريخ 2008-06-30.
2. ↑  'Ricochets from Jenin - Continued' by Vered Levy-Barzilai, هاآرتس, September 17, 2003. [وصلة مكسورة] نسخة محفوظة 26 يوليو 2011 على موقع واي باك مشين.
3. ↑  "Archived copy". مؤرشف من الأصل في 2008-12-02. اطلع عليه بتاريخ 2008-05-19.{{استشهاد ويب}}:  صيانة الاستشهاد: الأرشيف كعنوان (link)
4. ↑  المحتلة، محمد محسن وتد-القدس. "إسرائيل تحارب فيلم "جنين جنين".. 19 عاما من الملاحقة القضائية للمخرج بكري". www.aljazeera.net. مؤرشف من الأصل في 2021-01-15. اطلع عليه بتاريخ 2021-01-15.
5. ↑  "'Jenin, Jenin' director tells court film based entirely on truth - Haaretz - Israel News". web.archive.org. 11 مارس 2008. مؤرشف من الأصل في 2008-03-11. اطلع عليه بتاريخ 2022-04-12.{{استشهاد ويب}}:  صيانة الاستشهاد: BOT: original URL status unknown (link)
6. ↑  "إسرائيل تحارب فيلم "جنين جنين".. 19 عاما من الملاحقة القضائية للمخرج بكري". web.archive.org. 15 يناير 2021. مؤرشف من الأصل في 2021-01-15. اطلع عليه بتاريخ 2022-04-12.{{استشهاد ويب}}:  صيانة الاستشهاد: BOT: original URL status unknown (link)
7. ↑  "Mohammad Bakri". IMDb. مؤرشف من الأصل في 2022-04-07. اطلع عليه بتاريخ 2022-04-12.
8. ↑  "'Jenin, Jenin', now in court". The Jerusalem Post | JPost.com (بالإنجليزية الأمريكية). Archived from the original on 2021-01-22. Retrieved 2022-04-12.
9. ↑  "جنين... حكاية المستقبل".
10. ↑  "المخرج الفلسطيني محمد بكري يتحدث عن أحدث أفلامه «جَنين جِنين»". مؤرشف من الأصل في 2025-01-08.
11. ↑  tar (16 يناير 2022). "محمد بكري: ملاحقتي منذ إنتاج "جنين جنين" في جوهرها معركة على الرواية الفلسطينية- (صور)". القدس العربي. مؤرشف من الأصل في 2022-07-11. اطلع عليه بتاريخ 2025-02-23.
12. ↑  "My crime was to tell the truth". مؤرشف من الأصل في 2025-05-16.
13. ↑  "بسبب ضابط إسرائيلي، منع فيلم "جنين جنين" للفنان الفلسطيني محمد بكري من العرض". BBC News عربي. 12 يناير 2021. مؤرشف من الأصل في 2025-05-29. اطلع عليه بتاريخ 2025-02-23.
14. ↑  "بسبب ضابط إسرائيلي، منع فيلم "جنين جنين" للفنان الفلسطيني محمد بكري من العرض". مؤرشف من الأصل في 2025-05-29. اطلع عليه بتاريخ 2025-07-13.